# Циатій

Схематична будова циатію: зеленим показана вісь суцвіття, приквітки, тичинкові нитки і ніжка маточкової квітки, червоним — пиляки і маточка. Число тичинок є умовним, в дійсності їх п'ять.

Циа́тій, іноді ціа́тій або ке́лишок (лат. cyathium) — тип цимозного суцвіття, що складається з сильно редукованих верхівкої жіночої та п'ятьох бічних чоловічих квіток. Окремі квітки у складі циатію в свою чергу розглядають як результат редукції одностатевих жіночих і чоловічих суцвіть. За характером редукції циатій можна віднести до видозміненого плейохазію.
Вперше він був описаний Карлом Ліннеєм у 1753 році як квітка. У 1786 році Жан Батист Ламарк висловив думку, що циатій є суцвіттям. Суперечки серед ботаніків точилися понад сто років і навіть у XIX столітті Анрі Ернест Байон все ще припускав, що циатій є особливим різновидом двостатевих квіток. За сучасними уявленнями, його слід вважати псевданцієм — типом суцвіття, що виконує функцію окремої квітки. Така тривала неузгодженість в поглядах науковців обумовлена дуже незвичною будовою цього морфологічного утворення.

## Опис
В циатії жіноча квітка завжди гола (тобто позбавлена оцвітини), а чоловічі квітки представлені поодинокими тичинками, які своїми нитками прикріплені безпосередньо до квітколожа. Просторово вони розташовані навколо жіночої квітки і додатково оточені п'ятьма (рідше чотирма) приквітками, внаслідок чого циатій часто набуває вигляду крихітного букета, горщика чи келиха (звідси і його українська назва). Приквітки чергуються із нектарниками (часто зрощеними між собою), яких може бути від одного до десяти. Нектарники зрідка можуть мати пелюсткоподібні придатки, приквітки також бувають великими і яскраво забарвленими. Враховуючи сильну редукцію квіток, у циатії вони фактично заміняють відсутні пелюстки, привертаючи увагу запилювачів. Таким чином, усе суцвіття діє як єдина ентомофільна квітка. У деяких тропічних молочаїв приквітки називають циатофілами («циатійними листками»), в них вони виконують захисну функцію.
| |  |  |  |  |
| Будова циатіїв: 1) окремий циатій Euphorbia decidua, в якому видно нектарники, п'ять тичинок, жіночу квітку із трилопатевою приймочкою й об'ємною зав'яззю на товстій ніжці; 2) пара келихоподібних циатіїв Euphorbia echinulata зі згорнутими приквітками; 3) завдяки білим приквіткам циатій Euphorbia xanti неможливо відрізнити від справжньої квітки; 4—5) циатії Euphorbia borenensis (ліворуч) в порівнянні із квітками кактуса Cereus jamacaru (праворуч). |  |  |  |  |

Циатії можуть бути як поодинокими, так і зібраними в складніші цимозні суцвіття. В найпростішому випадку таке суцвіття є монохазієм, в якому від верхівкового циатію відгалужується ще один бічний (наприклад, в Euphorbia triaculeata). Близький до нього дихазій, складений з одного центрального та двох бічних циатіїв на вилчасто розгалужених квітконіжках. Дихазіальні суцвіття можна побачити у молочаю Міля, динеподібного, Euphorbia greenwayi. Якщо циатії численні, то вони можуть бути зібрані в тирси — китицеподібні (у молочаю болотяного, Euphorbia oaxacana) або щиткоподібні (в Euphorbia pachypodioides). Ще одним поширеним типом суцвіть, складеним з чисельних циатіїв, є несправжній зонтик (плейохазій), як у молочаю різнобарвного тощо.
У групи мадагаскарських молочаїв із секції Goniostema (Euphorbia aueoviridiflora, Euphorbia capmanambatoensis, Euphorbia iharanae, Euphorbia leuconeura, Euphorbia neohumbertii, Euphorbia viguieri) виявлена тенденція до ще більшого ускладнення. У них парціальні циатії в межах великого цимозного суцвіття мають різну будову: бічні оснащені циатофілами і не виробляють нектару, а центральний циатій, навпаки, спеціалізується на виробітку нектару, але безплідний. Таким чином усе суцвіття являє собою свого роду складний псевданцій. Вважають, що такі суцвіття філогенетично утворилися як пристосування до птахозапилення.

## Поширення
Циатій — дуже специфічний тип суцвіть, притаманний у світі рослин виключно представникам роду молочай. За цією чіткою морфологічною ознакою сукулентні молочаї легко відрізнити від неспоріднених кактусів, що мають зовні подібні вегетативні органи.
| |  |  |  |  |
| Циатії у складі інших суцвіть: 1) дихотомічно розгалуженого дихазія Euphorbia greenwayi; 2) китицеподібного тирса Euphorbia oaxacana; 3) щиткоподібного тирса Euphorbia pachypodioides; 4) несправжнього зонтика молочаю різнобарвного; 5) в суцвітті Euphorbia viguieri. |  |  |  |  |